# Campionati mondiali senior di curling
I Campionati mondiali senior di curling (WSCC) sono una competizione che si svolge annualmente tra varie nazionali associate alla World Curling Federation. Normalmente il campionato si svolge in aprile, ed è composto da squadre i cui atleti devono aver compiuto il cinquantesimo anno d'età.
Il primo campionato ufficiale maschile si svolse nel 2002 a Bismarck, negli Stati Uniti.

## Albo d'oro
| Anno | Maschile                | Maschile                                                                         | Maschile                                                                               | Maschile                                                                                            | Femminile               | Femminile                                                                                      | Femminile                                                                                      | Femminile                                                                                 |
| Anno | Sede del mondiale       | Oro                                                                              | Argento                                                                                | Bronzo                                                                                              | Sede del mondiale       | Oro                                                                                            | Argento                                                                                        | Bronzo                                                                                    |
| ---- | ----------------------- | -------------------------------------------------------------------------------- | -------------------------------------------------------------------------------------- | --------------------------------------------------------------------------------------------------- | ----------------------- | ---------------------------------------------------------------------------------------------- | ---------------------------------------------------------------------------------------------- | ----------------------------------------------------------------------------------------- |
| 2002 | Bismarck (USA)          | Stati Uniti Larry Johnson, Stan Vinge, George Godfrey, Bill Kind, Steve Brown    | Canada Ron Westcott, Ray Fillion, Ray McDougall, Brian Copeland                        | Svezia Stig Sewik, Rune Johansson, Per Olsson, Göran Holmberg, Klas Nerman                          | Bismarck (USA)          | Canada Anne Dunn, Lindy Marchuk, Gloria Campbell, Carol Thompson, Fran Todd                    | Svizzera Erika Müller, Barbara Becher, Annie Morell, Anne Marie Schuepbach, Heidi Schlapbach   | Stati Uniti Nancy Dinsdale, Donna Purkey, Linda Handyside, Ray Morgan, Barbara Corneslen  |
| 2003 | Winnipeg (Canada)       | Canada Tom Reed, Warren Kushnir, Larry Gardeski, Garry Landry, Fred McKenzie     | Stati Uniti Scott Baird, Mark Haluptzok, Bob Fenson, Bob Naylor, Richard Reierson      | Scozia Iain Baxter, James Muir, Sandy Brown, Harry Ferguson                                         | Winnipeg (Canada)       | Canada Nancy Kerr, Linda Burnham, Kenda Richards, Gertie Pick                                  | Scozia Carolyn Morris, Pat Lockhart, Trudie Milne, Linda Lesperance                            | Inghilterra Joan Reed, Glynnice Lauder, Venetia Scott, Moira Davison                      |
| 2004 | Gävle (Svezia)          | Canada Bas Buckle, Bob Freeman, Gerry Young, Harvey Holloway                     | Stati Uniti Bill Kind, George Godfrey, Walter Erbach, Larry Sharp, Steve Brown         | Svizzera Mattias Neuenschwander, Michael Müller, Heinz Kneubühler, Fritz Widmer, Peter Schneeberger | Gävle (Svezia)          | Canada Anne Dunn, Lindy Marchuk, Gloria Campbell, Fran Todd, Carol Thompson                    | Svezia Ingrid Meldahl, Ann-Catrin Kjerr, Inger Berg, Sylvia Malmberg, Birgitta Törn            | Stati Uniti Nancy Dinsdale, Anne Wiggins, Anne Robertson, Jan Stahlheber, Rosemary Morgan |
| 2005 | Greenacres (Scozia)     | Canada Bas Buckle, Bob Freeman, Gerry Young, Harvey Holloway                     | Stati Uniti David Russell, Bill Rhyme, Mark Swandby, David Carlson, Bill Kind          | Svizzera Peter, Jr Attinger, Bernhard Attinger, Mattias Neuenschwander, Jürg Geiler, Christian Roth | Greenacres (Scozia)     | Scozia Carolyn Morris, Pat Lockhart, Jeanette Johnston, Linda Lesperance, Catherine Edington   | Giappone Hatoni Nagaoka, Shigeko Sato, Hiroko Oishi, Emiko Zareo, Noriko Kaneuchi              | Svezia Ingrid Meldahl, Ann-Catrin Kjerr, Inger Berg, Sylvia Malmberg, Birgitta Törn       |
| 2006 | Copenaghen (Danimarca)  | Canada Les Rogers, Marvin Wirth, Ken Mclean, Millard Evans                       | Stati Uniti Brian Simonson, Tom Harms, John Kokotovich, Don Mohawk, Dale Gibbs         | Svezia Jan Ullsten, Björn Rudström, Lars Strandqvist, Lars Engblom                                  | Copenaghen (Danimarca)  | Svezia Ingrid Meldahl, Ann-Catrin Kjerr, Inger Berg, Sylvia Malmberg, Birgitta Törn            | Canada Joyce Potter, Muriel Potter, Janelle Sadler, Bonnie Morris                              | Svizzera Renate Nedkoff, Lotti Pieper, Silvia Niederer, Brigitta Keller, Irene Goridis    |
| 2007 | Edmonton (Canada)       | Scozia Keith Prentice, Lockhart Steele, Tommy Fleming, Robin Aitken              | Canada Al Hackner, Rick Lang, Alan Laine, Brian Adams                                  | Svezia Claes Roxin, Göran Roxin, Björn Roxin, Lars-Eric Roxin, Karl Nordlund                        | Edmonton (Canada)       | Svezia Ingrid Meldahl, Ann-Catrin Kjerr, Birgitta Törn, Inger Berg, Sylvia Liljefors           | Canada Anne Dunn, Lindy Marchuk, Gloria Campbell, Carol Thompson, Fran Todd                    | Stati Uniti Pam Oleinik, Laurie Rahn, Susan Curtis, Jo Ann Matthews                       |
| 2008 | Vierumäki (Finlandia)   | Canada Pat Ryan, Marvin Wirth, Ken Mclean, Millard Evans                         | Svezia Per Lindeman, Bo Andersson, Carl von Wendt, Gunnar Åberg                        | Stati Uniti David Russell, Bill Rhyme, Mark Swandby, David Carlson, Mike Fraboni                    | Vierumäki (Finlandia)   | Canada Diane Foster, Shirley McPherson, Shirley Kohuch, Chris Wilson                           | Scozia Kirsty Letton, Judy MacKenzie, Pat Orr, Anne MacDougall, Margaret Gibb                  | Svizzera Renate Nedkoff, Lotti Pieper, Silvia Niederer, Brigitta Keller, Irene Goridis    |
| 2009 | Dunedin (Nuova Zelanda) | Canada Eugene Hritzuk, Kevin Kalthoff, Verne Anderson, Dave Folk                 | Stati Uniti Paul Pustovar, Brian Simonson, Tom Harms, Don Mohawk, Dale Gibbs           | Scozia Keith Prentice, Lockhart Steele, Robin Aitken, Tommy Fleming, Archibald Craig                | Dunedin (Nuova Zelanda) | Canada Pat Sanders, Cheryl Noble, Roselyn Craig, Christine Jurgenson                           | Svizzera Renate Nedkoff, Lotti Pieper, Silvia Niederer, Brigitta Keller, Irene Goridis         | Svezia Ingrid Meldahl, Ann-Catrin Kjerr, Anta Hedström, Sylvia Liljefors, Gunilla Bergman |
| 2010 | Čeljabinsk (Russia)     | Stati Uniti Paul Pustovar, Brian Simonson, Tom Harms, Don Mohawk, Dale Gibbs     | Canada Bruce Delaney, Rick Bachand, Duncan Jamieson, George Mitchell                   | Australia Hugh Millikin, Ted Bassett, Tom Kidd, Rob Gagnon, Dave Thomas                             | Čeljabinsk (Russia)     | Canada Colleen Pinkney, Wendy Currie, Karen Hennigar, Susan Creelman, Judy Burgess             | Svizzera Renate Nedkoff, Lotti Pieper, Silvia Niederer, Brigitta Keller, Irene Goridis         | Svezia Ingrid Meldahl, Ann-Catrin Kjerr, Birgitta Törn, Sylvia Liljefors                  |
| 2011 | Saint Paul (USA)        | Canada Mark Johnson, Marvin Wirth, Ken Mclean, Millard Evans, Brad Hannah        | Stati Uniti Geoff Goodland, Tim Solin, Pete Westberg, Ken Olson, Philip DeVore         | Australia Hugh Millikin, John Theriault, Jim Allan, Dave Thomas, Tom Kidd                           | Saint Paul (USA)        | Canada Christine Jurgenson, Cheryl Noble, Pat Sanders, Roselyn Craig, Lena West                | Svezia Ingrid Meldahl, Ann-Catrin Kjerr, Birgitta Törn, Sylvia Liljefors                       | Svizzera Chantal Forrer, Silvia Schrader, Rita Joller, Ursula Miller                      |
| 2012 | Tårnby (Danimarca)      | Irlanda Johnjo Kenny, Bill Gray, David Whyte, Tony Tierney, David Hume           | Canada Kelly Robertson, Doug Armour, Peter Prokopowich, Bob Scales                     | Svezia Connie Östlund, Morgan Fredholm, Lars Lindgren, Glenn Franzén, Stig Sewik                    | Tårnby (Danimarca)      | Canada Heidi Hanlon, Kathy Floyd, Judy Blanchard, Jane Arseneau                                | Scozia Barbara Watt, Jean Hammond, Maggie Barry, Valerie Mahon, Judith Carr                    | Svezia Ingrid Meldahl, Ann-Catrin Kjerr, Birgitta Törn, Sylvia Liljefors, Marie Lehander  |
| 2013 | Fredericton (Canada)    | Canada Robert Armitage, Keith Glover, Randy Ponich, Wilf Edgar, Lyle Treiber     | Nuova Zelanda Hans Frauenlob, Lorne De Pape, Allan Langille, Pat Cooney, Dan Mustapic  | Svizzera Werner Attinger, Peter, Jr Attinger, Ronny Müller, Tony Knobel, Bernhard Attinger          | Fredericton (Canada)    | Canada Cathy King, Carolyn Morris, Lesley McEwan, Doreen Gares, Christine Jurgenson            | Austria Veronika Huber, Edeltraud Koudelka, Anna Reiner, Heidlinde Gasteiger, Adelheid Wallner | Svezia Ingrid Meldahl, Ann-Catrin Kjerr, Birgitta Törn, Sylvia Liljefors, Marie Lehander  |
| 2014 | Dumfries (Scozia)       | Canada Mike Kennedy, Wayne Tallon, Mike Flannery, Wade Blanchard, Chuck Kingston | Svezia Connie Östlund, Morgan Fredholm, Lars Lindgren, Glenn Franzén, Lennart Carlsson | Australia Hugh Millikin, Wyatt Buck, Jim Allan, Rob Gagnon, John Anderson                           | Dumfries (Scozia)       | Scozia Christine Cannon, Margaret Richardson, Isobel Hannen, Janet Lindsay, Margaret Robertson | Canada Colleen Pinkney, Wendy Currie, Shelley MacNutt, Susan Creelman, Judy Burgess            | Stati Uniti Margie Smith, Norma O'Leary, Debbie Dexter, Shelly Kosal                      |
| 2015 | Soči (Russia)           | Stati Uniti Lyle Sieg, Tom Violette, Ken Trask, Steve Lundeen, Duane Rutan       | Canada Alan O'Leary, Andrew Dauphinee, Danny Christianson, Harold McCarthy             | Nuova Zelanda Hans Frauenlob, Dan Mustapic, Lorne De Pape, Iain Craig, Dave Watt                    | Soči (Russia)           | Canada Lois Fowler, Maureen Bonar, Cathy Gauthier, Allyson Stewart                             | Italia Fiona Grace Simpson, Grazia Ferrero, Fulvia Tiboldo, Vittoria Santini                   | Stati Uniti Norma O'Leary, Linda Christensen, Mary Shields, Lucy DeVore, Shelley Dropkin  |
| 2016 | Karlstad (Svezia)       |                                                                                  |                                                                                        | | Karlstad (Svezia)       |                                                                                                |                                                                                                |                                                                                           |

## Medagliere

### Maschile
| Posizione | Nazione       | Oro | Argento | Bronzo | Total |
| --------- | ------------- | --- | ------- | ------ | ----- |
| 1         | Canada        | 9   | 5       | 0      | 14    |
| 2         | Stati Uniti   | 3   | 6       | 1      | 10    |
| 3         | Scozia        | 1   | 0       | 2      | 3     |
| 4         | Irlanda       | 1   | 0       | 0      | 1     |
| 5         | Svezia        | 0   | 2       | 4      | 6     |
| 6         | Nuova Zelanda | 0   | 1       | 1      | 2     |
| 7         | Svizzera      | 0   | 0       | 3      | 3     |
| 7         | Australia     | 0   | 0       | 3      | 3     |

### Femminile
| Pasizione | Nazione     | Oro | Argento | Bronzo | Total |
| --------- | ----------- | --- | ------- | ------ | ----- |
| 1         | Canada      | 10  | 3       | 0      | 13    |
| 2         | Scozia      | 2   | 3       | 0      | 5     |
| 3         | Svezia      | 2   | 2       | 5      | 8     |
| 4         | Svizzera    | 0   | 3       | 3      | 6     |
| 5         | Giappone    | 0   | 1       | 0      | 1     |
| 5         | Austria     | 0   | 1       | 0      | 1     |
| 5         | Italia      | 0   | 1       | 0      | 1     |
| 8         | Stati Uniti | 0   | 0       | 5      | 5     |
| 9         | Inghilterra | 0   | 0       | 1      | 1     |